# Lorenz Dürr
Lorenz Dürr (ur. 7 kwietnia 1886 w Oberschwarzach, zm. 26 lutego 1939 w Ratyzbonie) – niemiecki teolog katolicki i historyk, rektor i profesor Państwowej Akademii w Braniewie.

## Życiorys
Urodził się 7 kwietnia 1886 roku w Oberschwarzach w Bawarii. Studiował teologię i filozofię na Uniwersytecie w Würzburgu oraz filozofię orientalną na Uniwersytecie w Berlinie. Po przyjęciu święceń kapłańskich został prefektem seminarium Kilianeum w Würzburgu. W 1921 habilitował się na Uniwersytecie w Bonn, w roku 1924/1925 otrzymał stanowisko docenta na Uniwersytecie w Bonn. W 1925 roku został mianowany profesorem zwyczajnym w Państwowej Akademii w Braniewie w Prusach Wschodnich. Od roku 1933 wykładał egzegezę Starego Testamentu w Seminarium Duchownym we Freisingu (Philosophisch-theologische Hochschule Freising). W 1937 przeniósł się do Ratyzbony, gdzie również (od 1938) był profesorem ezgzegezy staotestamentalnej. Zmarł na zawał serca 26 lutego 1939 roku w Ratyzbonie.
W pracy naukowej zajmował się głównie egzegezą Starego Testamentu oraz historią kultur i religii orientalnych.